# Stipa soukupii
Stipa soukupii är en gräsart som beskrevs av Oscar Tovar. Stipa soukupii ingår i släktet fjädergrässläktet, och familjen gräs. Inga underarter finns listade i Catalogue of Life.